# 이근우 (1877년)
이근우(李根宇, 1877년 9월 20일 ~ 1938년 5월 13일)는 일제강점기의 강원도 지역 유지이며 조선총독부 중추원 참의를 지낸 인물이다.

## 생애
강원도 강릉군의 양반 가문 출신으로, 서당에서 한학을 공부하였다. 1908년에는 현재의 강릉시 운정동에 동진학교라는 교육 기관을 세워 신학문을 교육하는 등, 일찍부터 이 지역의 유력자로 활동하였다.
1910년에 한일 병합 조약이 체결되어 조선총독부 체제가 출범한 뒤로는 각종 공직에 임명되었다. 1911년에 도지사 자문 역할인 강원도 참사에 임명된 데 이어, 강릉금융조합 감사, 강릉산림회 평의원, 강릉농회 평의원, 강원도 평의원 등을 두루 지냈다. 1919년 9월 사이토 마코토 조선총독의 각 도 대표 소집에 응하여 조선총독부 주최로 열린 시국강연에서 강원도 대표로 참석했다.
1923년 6월에는 강원도 지사의 추천에 의해 중추원 참의로 발탁되어 장기간 재직하였다. 중추원 참의로 있던 1935년에 총독부가 시정 25주년을 기념하여 표창한 표창자 명단에 들어 있다. 이때 정7위에 서위되어 있었다.
2002년 발표된 친일파 708인 명단과 2008년 민족문제연구소가 정리한 친일인명사전 수록예정자 명단의 중추원 부문에 모두 포함되었으며 2009년 친일반민족행위진상규명위원회가 발표한 친일반민족행위 705인 명단에도 포함되었다.

## 같이 보기
- 조선총독부 중추원

## 참고자료
- 이근우(李根宇) - 국사편찬위원회